# Filodeeg

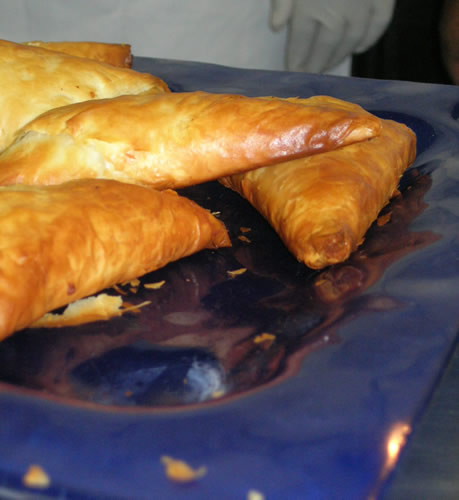
Hapjes gemaakt met filodeeg

Filodeeg is een dun deeg dat in grote vellen kant-en-klaar, diepgevroren, gekocht kan worden. Het komt oorspronkelijk uit het Midden-Oosten. 
Filodeeg wordt gemaakt van meel, water en een kleine hoeveelheid plantaardige olie. Heel soms wordt er een ei aan toegevoegd. Het resulterend deeg wordt zeer dun uitgerold terwijl het continu bestrooid wordt met meel om kleven te voorkomen. Filodeeg is veel dunner en daardoor kwetsbaarder dan bladerdeeg. In tegenstelling tot bladerdeeg ontstaan er na bereiding geen dunne laagjes. Verder bevat filodeeg minder vet dan bladerdeeg, namelijk 6% versus 23% voor bladerdeeg.

## Verwerking van filodeeg
Voor gebruik moet het deeg ontdooid worden, terwijl het afgedekt is met een vochtige doek om uitdrogen te voorkomen. Nadat het deeg gevuld is, kan het worden afgebakken in de oven of friteuse. Filodeeg wordt hierdoor knapperig. Dit deeg is geschikt voor zowel hartige als zoete vullingen en wordt ook wel voor nagerechten en taarten gebruikt. Bekende toepassingen zijn apfelstrudel, baklava en loempia.